# Krueng Kulu
Krueng Kulu is een bestuurslaag in het regentschap Nagan Raya van de provincie Atjeh, Indonesië. Krueng Kulu telt 344 inwoners (volkstelling 2010).